# Иванковцы (Любарский район)
Иванковцы (укр. Іванківці) — село на Украине, находится в Любарском районе Житомирской области.
Код КОАТУУ — 1823186603. Население по переписи 2001 года составляет 463 человека. Почтовый индекс — 13134. Телефонный код — 4147. Занимает площадь 5,794 км².

## Адрес местного совета
13131, Житомирская область, Любарский р-н, с. Стрижёвка, ул. Ленина, 34